# Nueva Sinagoga de Düsseldorf
La Nueva Sinagoga de Düsseldorf o simplemente la Nueva Sinagoga (en alemán: Neue Synagoge) es la única sinagoga de la comunidad judía en Düsseldorf, Alemania. La sinagoga fue construida en el distrito de Golzheim, lejos del lugar de la antigua sinagoga, que se situaba en el centro de la ciudad en Kasernenstraße. Allí, la sinagoga fue saqueada e incendiada por hombres de las SA en el Kristallnacht.
La sinagoga formalmente recibe el nombre de Rabí Leo Baeck, que sirvió como rabino en Düsseldorf.